# 李承燁 (政治家)
李承燁（リ・スンヨプ、1905年2月8日 - 1954年7月30日）は、朝鮮民主主義人民共和国の政治家で、共産主義者。朝鮮労働党初代政治委員でもあり朴憲永の側近中の側近だった。

## 経歴
日本統治時代に食糧配給組合に勤務していたほか、呂運亨の民族主義運動ともかかわりを持っていたとされる。1945年8月15日、日本の敗戦により朝鮮が「解放」を迎えると朝鮮共産党の再建に参加した。1950年8月、朝鮮人民軍占領下のソウル市人民委員会委員長（市長）を務めた。
1952年10月、朝鮮労働党秘書と国家検閲相だった李承燁は、彼のパルチザン養成機関である金剛学院が政府転覆を図ったという名目で逮捕、翌年処刑された。